# A szülőtisztelet könyve
A szülőtisztelet könyve a tizenhárom konfuciánus szent könyv egyike, amely 18 rövid fejezetben szolgál útmutatással arra nézve, hogy a Konfuciusz tanítása szerint oly fontos 'szülőtisztelet' (hsziao (xiao) 孝) eszménye szerint, miként illendő viselkedni, mi a kívánatos és elvárt magatártásforma az idősebbekkel, vagyis a fivérekkel, az apával és az uralkodóval szemben.

## Története
A mű feltehetően Konfuciusz halála után, valamikor az i. e. 4. században íródhatott. A hagyomány a mester egyik közvetlen tanítványának, Ceng-ce (Zengzi)nek (曾子) tulajdonítja, de ennek hitelességét már a 12. században is megkárdőjelezték.
A mű ismeretét a Han-dinasztia folytonosságát megszakító, rövid életű Hszin (Xin)-dinasztia (新; 9–23) uralkodója, Vang Mang (Wang Mang) (王莽) tette kötelezővé a hivatalnokképzésben.
A tizennyolc rövid fejezet Konfuciusz és Ceng-ce (Zengzi) párbeszédén keresztül példázza az uralkodó és a miniszterei, a feljebbvalók és az alárendeltek, valamint az apa és a gyermeke közötti illendő és a konfuciánus tanítás szerint elvárt viselkedési normákat.
Nyugati nyelven először franciául volt olvasható Pierre-Martial Cibot (1727–1780) jezsuita szerzetes tolmácsolásában. A magyar nyelvű fordítását P. Szabó Sándor készítette el, amely 2003-ban jelent meg.